# San Fructuoso de Bages
San Fructuoso de Bages o de Bagés  (en catalán y oficialmente Sant Fruitós de Bages) es un municipio español, situado en la comarca del Bages, provincia de Barcelona, Cataluña.
El núcleo histórico del pueblo conserva su disposición genuina medieval, con concentración de las casas alrededor del templo, formando una sagrera. Se ha producido un importante ampliación del núcleo urbano hacia nuevas zonas urbanizadas, así como un crecimiento del suelo industrial y comercial al lado del eje del Llobregat (C-16).

## Situación

Situación de San Fructuoso de Bagés dentro de Bages

Geográficamente San Fructuoso de Bagés está situado al centro de la llanura de Bagés, su superficie es mayoritariamente plana. El pueblo está situado a la derecha del río Llobregat y al noreste de Manresa, y es atravesado de arriba abajo por el río d'Or (de oro). La altitud media es de 260 m, aunque el montículo de Sant Valentí llega a los 363 m.
Su situación estratégica hace que sea un nudo de comunicaciones. En el término municipal confluyen la autopista proveniente de Barcelona, el eje del Llobregat en dirección a la Cerdaña y el eje transversal que une Gerona con las comarcas de poniente. Esta situación supone que San Fructuoso de Bages se encuentre en una situación equidistante de las principales poblaciones y ciudades de Cataluña y, además, con accesos directos a las grandes vías de comunicación por carretera.

## Lugares de interés

### San Benito de Bages
El monasterio de San Benito de Bages, de estilo románico. Fundado en el siglo X, sobre el año 960, por el Conde Sala. Fue consagrado al culto en el año 972. El Monasterio fue declarado Monumento Nacional el 3 de junio de 1931.

### Parque de la Acequia
El camino que sigue la La Acequia que transporta el agua del río Llobregat hasta Manresa es un paseo para el ocio.

### Iglesia parroquial de San Fructuoso de Bages
De origen románico data del siglo XII, con reformas al siglo XVII de estilo gótico. Se encuentra en el núcleo más antiguo del municipio.

### San Sebastián de Las Brucardas
En esta urbanización se puede encontrar la capilla de San Sebastián, en la plaza del Hostal. Es una capilla de nave única.

### Aeródromo Barcelona-Bages
Situado a la altura del polígono industrial de San Fructuoso, posee 13,7 hectáreas y convierte a San Fructuoso de Bages en uno de los pocos términos municipales de Cataluña que dispone de un aeródromo. Consta de una superficie de 13,71 hectáreas, pista asfaltada de 800 m de longitud, varios hangares y servicios. Destaca la actividad de paracaidismo, proporcionada por Saltamos, que junto con el aeródromo de Ampuria brava, hacen de Cataluña centro de referencia mundial en este deporte.

## Ciudades hermanadas
- Alcalá del Valle,  España
- Nouna,  Burkina Faso

## Fiestas
- Fiesta mayor de invierno, 21 de enero y durante una semana.
- Fiesta del arroz, domingo de carnaval.
- Fiesta mayor de verano, primer domingo de julio y durante ocho o nueve días.

## Entidades de población
San Fructuoso de Bages está formado por ocho distritos o entidades de población.
Lista de población por entidades (2022):
| Entidad de la población        | Habitantes |
| ------------------------------ | ---------- |
| Les Brucardes                  | 701        |
| La Pineda de Bages             | 997        |
| El Pont de Cabrianes           | 2          |
| La Rosaleda de Bages           | 535        |
| San Benito de Bages            | 7          |
| Nucli de Sant Fruitós de Bages | 6354       |
| Sant Iscle de Bages            | 8          |
| Torroella de Baix              | 421        |

## Demografía
San Fructuoso de Bages cuenta con una población de 9248 habitantes (INE 2024).
| Gráfica de evolución demográfica de San Fructuoso de Bages entre 1842 y 2021 |
| |
| Población de derecho según los censos de población del INE. Población de hecho según los censos de población del INE.En este censo se denominaba San Fructuoso de Bagés, San Acisclo y Santa Victoria Bagés y Olsinellas: 1842. En estos censos se denominaba San Fructuoso de Bagés: 1857, 1860, 1877, 1887, 1897, 1900, 1910, 1920, 1930, 1940, 1950, 1960, 1970 y 1981. |

- Evolución demográfica de San Fructuoso de Bages entre 1991 y 2006

| 1991 | 1996 | 1997 | 1998 | 1999 | 2000 | 2001 | 2002 | 2003 | 2004 | 2005 | 2006 |
| ---- | ---- | ---- | ---- | ---- | ---- | ---- | ---- | ---- | ---- | ---- | ---- |
| 4778 | 5300 | 5307 | 5330 | 5453 | 5542 | 5719 | 6036 | 6342 | 6696 | 6839 | 7199 |